# Хадзидимулова къща
Хадзидимуловата къща (на гръцки: Μέγαρο Χατζηδημουλά) е историческа постройка в град Солун, Гърция.

## История
Хадзидимуловата къща е разположена на кръстовището на улиците „Ермис“ и „Каролос Дил“. Построена е в 1924 година за семейството на индустриалеца Ираклис Хадзидимулас от архитект Димитриос Филизис.
Сградата се състои от сутерен, партер и два етажа. В миналото е завършвала с купол, който е разрушен при земетресението от 1978 година. Изключително интересни са елементите на фасадите, а интериорът изобилства с цветна украса и неокласически елементи и ар нуво. Запазена е ценна живопис по таваните и картини с различни декоративни елементи. Къщата е смятана за забележителен образец на еклектична архитектура, изградена хармонично с останалите къщи на площада.
В 1986 година е обявена в Държавен вестник за произведение на изкуството. В 1995 година сградата е реновирана.
Днес в имението се помещава Фонд „Депозити и кредити“.